# Kloster Dolní Ročov

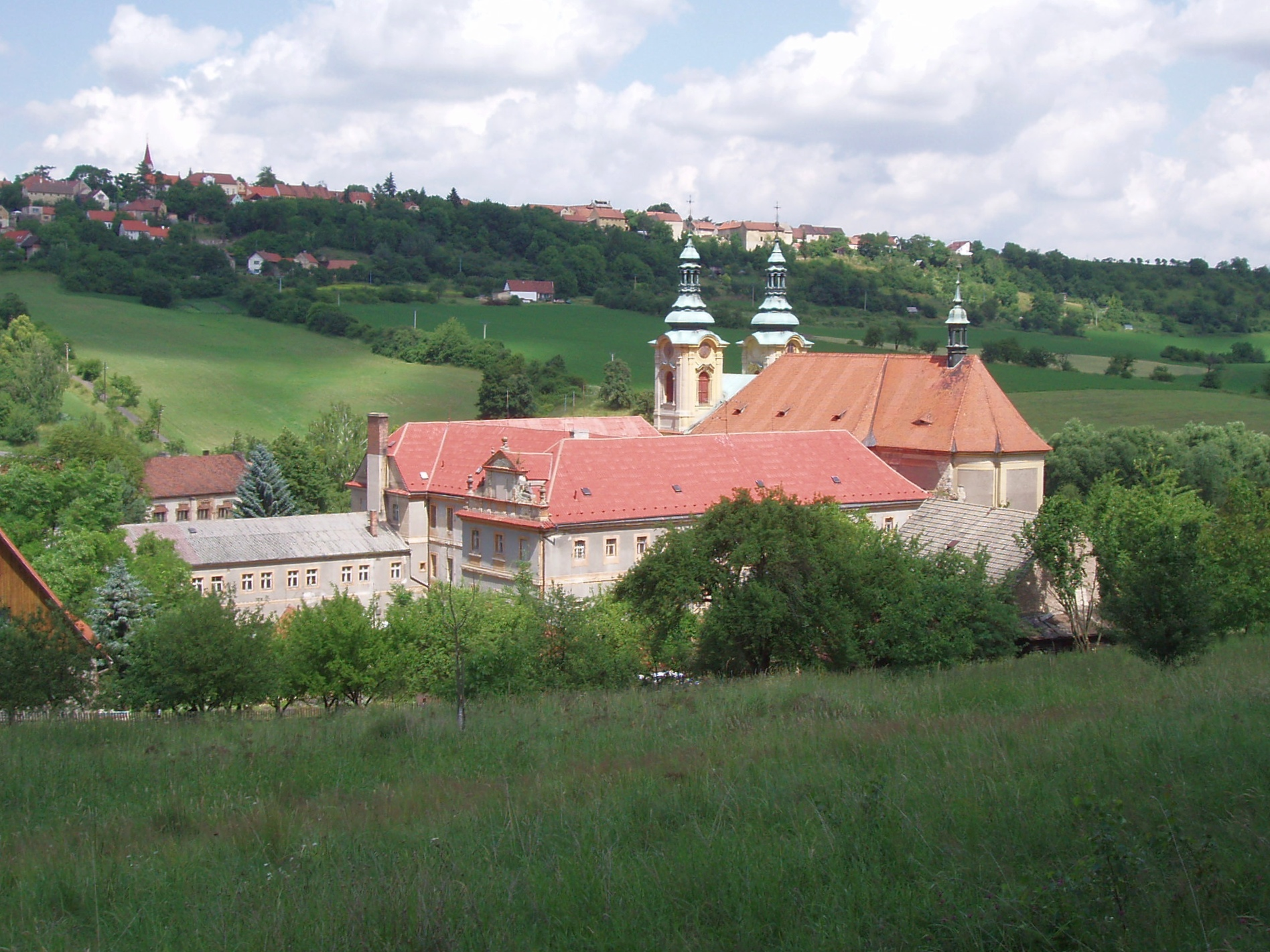
Kloster Dolní Ročov, im Hintergrund Horní Ročov

Das Kloster Dolní Ročov (deutsch: Kloster  Unter Rotschow, lateinisch Monasterium Vallis beatae Virginis) ist ein ehemaliges Augustinerkloster in Dolní Ročov im Okres Louny, Tschechien. Die barocke Klosteranlage beherbergt die Klosterkirche Mariä Himmelfahrt. 

## Geographie
Das Kloster befindet sich zwölf Kilometer südlich von Louny im Džbán-Bergland im Tal des Baches Klášterský potok.

## Geschichte
1373 erhielt Albrecht von Kolowrat die Zustimmung Karls IV. für die Gründung des Augustiner-Eremiten-Klosters „Vallis beatae Virginis“ neben seiner Feste. Die päpstliche Bestätigung durch Gregor XI. erfolgte 1374. Mit der Gründung verlieh Albrecht von Kolowrat dem Kloster das Braurecht; zu der Klosterbesitzung gehörte ein eigener Hopfengarten.

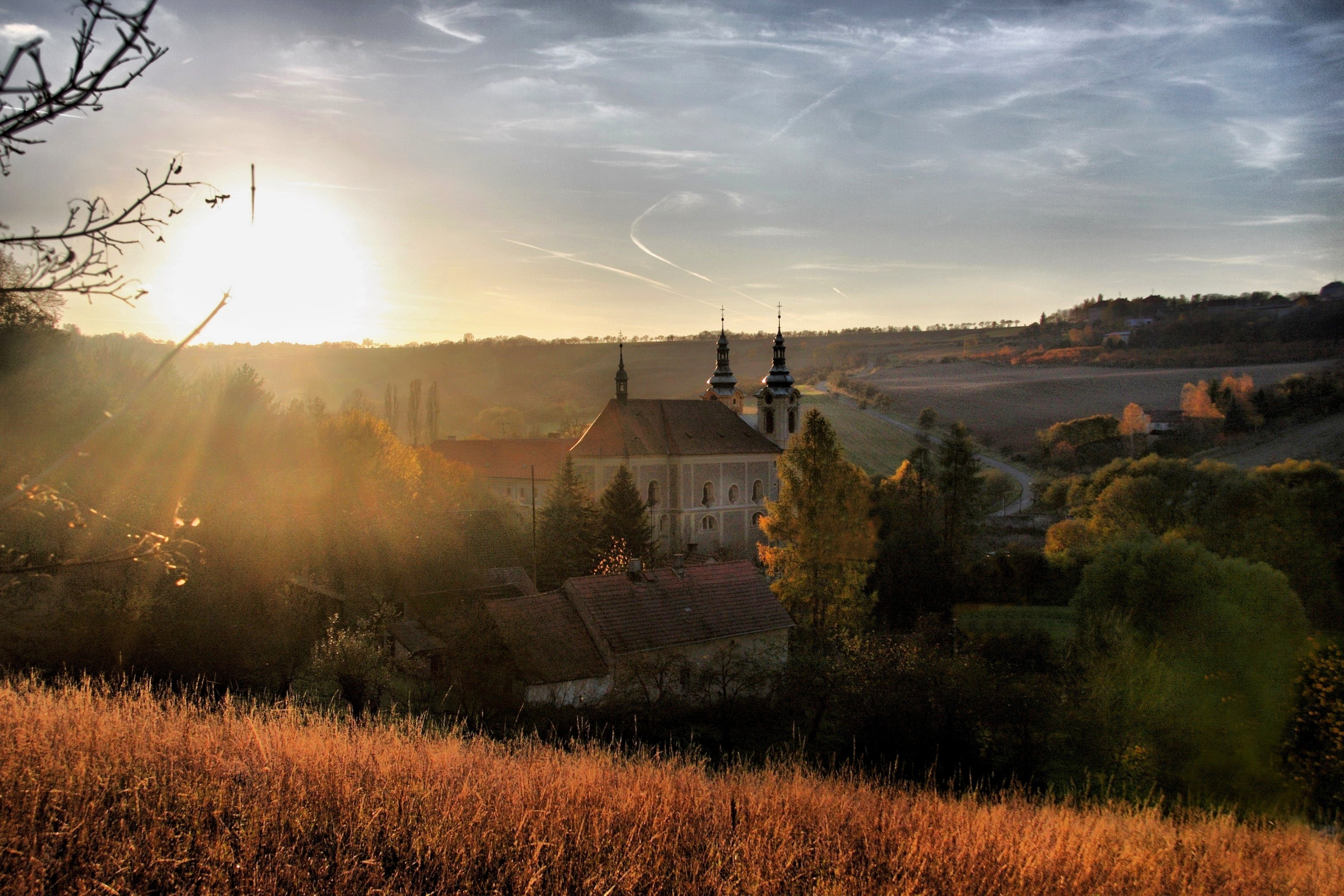
Abend in Dolní Ročov

Während der Hussitenkriege wurde das Kloster 1424 in Brand gesteckt. Es bestand weiter, verarmte jedoch und die Gebäude verkamen. Zwischen 1520 und 1523 wurde der Konvent auf Kosten der Brüder Wenzel und Georg Bezdružický von Kolowrat wieder instand gesetzt. Nachdem während des Dreißigjährigen Krieges 1631 kursächsische Truppen das Kloster geplündert und verwüstet hatten, erhielt der Orden 1644 von Heinrich Libštejnský von Kolowrat 7000 Gulden für die Wiederherstellung. Nach Eintritt ruhigerer Zeiten erfolgte zwischen 1647 und 1648 eine grundlegende Instandsetzung des Konvents. 1699 wurde die Brauerei aus dem Konvent in ein am Nordwesteck des Klosterhofes neu errichtetes Brauhaus verlagert.
In den Jahren 1715 bis 1718 wurde die Anlage durch Johann Blasius Santini-Aichl barock umgestaltet. Dabei wurde an der Vorderfront der Klosterkirche ein hoher Turm errichtet und die Friedhofskapelle angelegt. Nachdem das Kloster in den Jahren 1731, 1740 und 1745 durch unwetterartige Wolkenbrüche baufällig geworden war, entschied sich der Orden für einen erneuten Umbau. Dieser erfolgte 1746 bis 1750 unter der Leitung von Kilian Ignaz Dientzenhofer. Zwischen 1759 und 1765 wurde der alte Konvent durch Anselmo Lurago nach Plänen Dientzenhofers umgestaltet. Unter Prior Alexius Továrek begann 1773 der Bau eines neuen Brauhauses, das 1880 deutlich vergrößert wurde.
Nach der Machtübernahme durch die Kommunisten 1948 wurde das Kloster aufgehoben und diente ab 1950 nacheinander als Gefängnis und Kaserne. Ab 1961 erfolgte eine Nutzung als kinderpsychiatrische Heilstätte, die bis 1995 bestand. Danach gingen die Gebäude in Restitution an den Augustinerorden zurück. Eine erneute Nutzung als Kloster erfolgt nicht. Die Gebäude sind derzeit leerstehend, der aus fünf Ordensbrüdern bestehende Augustinerorden in St. Thomas zu Prag beabsichtigt, sie zu anderweitigen, seiner Ethik und Moral entsprechenden Zwecken zu nutzen. Konkrete Nutzungspläne bestehen jedoch noch nicht.